# Draba uczkolensis
Draba uczkolensis là một loài thực vật có hoa trong họ Cải. Loài này được B.Fedtsch. mô tả khoa học đầu tiên năm 1906.